# Sistema hidràulic de l'Assut d'en Carròs
El sistema hidràulic de l'Assut d'en Carròs és un sistema distribució d'aigües principalment de reg que serveix la major part de la comarca de la Safor, al País Valencià. Un altre nom pel qual es coneix el sistema és el de Canals Baixos del Serpis.

## La xarxa de reg tradicional de l'Horta de Gandia

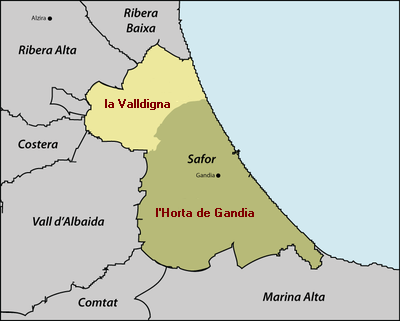
La Safor, amb l'Horta de Gandia

L'Horta de Gandia és el ventall de terrenys al·luvials delimitat per les serres Falconera, de la Safor i Fontanelles, i la mar mediterrània entre la desembocadura del Serpis i Oliva]. És una zona de gran productivitat agrícola que es caracteritza per cultius intensius. La irrigació d'aquests cultius es realitza amb les aigües del riu Serpis i les del seu afluent per l'esquerra, el Vernissa.
El sistema de reg de l'Horta de Gandia dependent del riu Serpis s'origina en dos assuts de grans dimensions que són el d'en Carròs i el d'en Marc. Aquests assuts alimenten séquies que permeten el reg a banda i banda del riu. Per la riba esquerra s'origina la Séquia d'en Carròs, a partir de l'assut del seu nom, i la Séquia d'en Marc, que ja no és funcional i que s'origina a l'assut homònim.
Hi ha una tercera séquia que rega aquesta part, la Séquia de Vernissa, la qual s'origina a l'Assut de Palma i que pren aigües del riu Vernisa, afluent del Serpis.
El territori irrigat a partir de l'assut d'en Carròs inclou la totalitat o parts dels termes municipals d'Ador, Almoines, l'Alqueria de la Comtessa, Bellreguard, Beniarjó, Beniflà, Daimús, la Font d'en Carròs, Gandia, Guardamar, Miramar, Oliva, Palma de Gandia, Palmera, Piles, Potries, Rafelcofer, el Real de Gandia i Vilallonga. Llevat d'aquest últim municipi, la resta s'integren a la Comunitat de Regants Regs del Riu Alcoi (enrigistrada en castellà com Comunidad de Regantes Riegos del Río Alcoy).
Cal aclarir que el nom del riu és tant Serpis com Alcoi.

## Història
Els estatuts de la comunitat de regants estableixen l'origen dels seus drets d'ús de l'aigua en temps "immemorial", tant per al reg com per a l'ús com a força motriu. Per això la comunitat de regants mateixa manifesta que l'origen del sistema d'explotació de les aigües s'hauria de remuntar almenys a l'època musulmana.
A la comarca de la Safor existia a l'època musulmana una complexa xarxa hidràulica basada en els dos principals corrents fluvials de la comarca, els rius Serpis i Vernisa. L'aigua es prenia del Serpis i es distribuïa per una xarxa de séquies a partir dels assuts, que en aquella època eren fets de pedres, branques i algues. Un situat entre Potries i Villalonga, i que partia per la riba dreta del riu una séquia el sistema del qual regava les terres meridionals de la comarca, des de Gandia al comtat d'Oliva. A la riba esquerra hi havia un segon assut que portava les aigües a Palma i Ador; i en aquesta mateixa riba, a prop de Potríes, un tercer assut, permetia el reg del marge esquerre. Les aigües que sobraven d'aquests dos assuts del costat esquerre es van canalitzar al segle XVI mitjançant un aqüeducte en pedra que passant sobre el riu Vernisa irrigava les terres del Reial de Gandia, Gandia i nombroses alqueries distribuïdes per aquest sector la comarca.
Entre els segles XIII i XV es van realitzar algunes obres hidràuliques bàsiques pel regadiu tradicional de la Safor: la Séquia del Rei , la Séquia Nova del Vernissa, la Séquia d'en Carròs i la Séquia d'en Marc.
El 30 d'agost de 1854 es va constituir la comunitat de regants, denominada "Recs del Riu Alcoi" (enregistrada en castellà com “Riegos del Río Alcoy”), a Gandia, on té la seu. Les ordenances de la comunitat es van aprovar per Reial Ordre de 17 de setembre de 1927 i van ser modificades el 1975, 1995, 1996 i 1998.
Des del 1958, la principal infraestructura de regulació hídrica del riu Serpis és l'embassament de Beniarrés (26,5 Hm3), el funcionament del qual condiciona el subministrament d'aigua de l'Horta de Gandia més enllà de la gestió pròpia dels regs tradicionals. Les funcions principals del pantà de Beniarrés són la irrigació i el control d'inundacions. L'ús agrícola suposa el 72% de la demanda total d'aigua a la conca del Serpis, i es produeix a la part baixa en dos sistemes diferents. D'una banda, hi ha els Canals Alts, els quals s'alimenten exclusivament d'aigües superficials; d'altra banda hi ha els Canals Baixos, que usen aigües superficials i subterrànies. El subministrament per a les àrees urbanes prové d'aigües subterrànies.

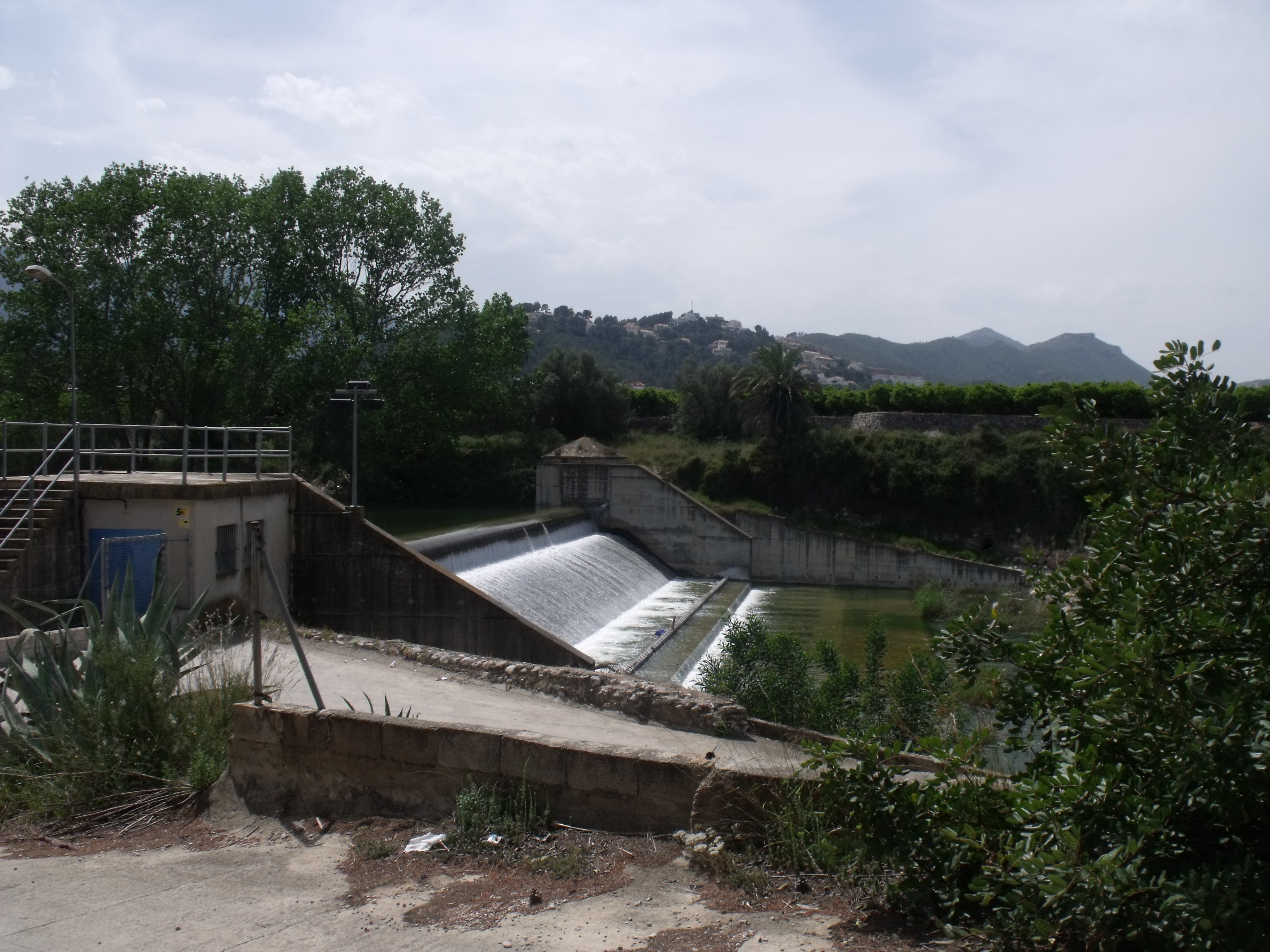
Assut d'en Carròs

## Descripció general del sistema hidràulic de l'Assut d'en Carròs
Des de l'Assut d'en Carròs s'originen dues séquies. Per la riba esquerra, la Séquia d'Encarròs. Aquesta séquia, juntament amb la d'en Marc (que s'origina a l'assut homònim un quilòmetre aigües avall i que ja no està en servei) reguen la partida de l'Alfàs, que s'estén pels municipis d'Ador, Beniarjó, Palma de Gandia i el Real de Gandia. Les aigües sobrants s'incorporen a la Séquia de Vernissa.
Des de l'Assut d'Encarròs, per la riba dreta, sorgeix la Séquia Reial d'Alcoi, la qual recorre des del municipi de Vilallonga, la part sud-occidental del terme de Potries fins a arribar al partidor de la Casa Fosca.
Al partidor de la Casa Fosca, la Séquia Reial d'Alcoi es descompon en dues noves séquies, que són la Séquia Comuna de Gandia i Oliva, que va cap a l'esquerra, i la Séquia del Rebollet, que ho fa cap a la dreta.
La Séquia Comuna de Gandia i Oliva es dirigeix cap al nord-est, travessant sòl residencial i industrial del terme de Potries, fins a la partida de la Palanca, arribant al partitr de la Casa Clara.
La Séquia del Rebollet o de Dues Portes, alimenta un sistema de reg que inclou nombroses canalitzacions de derivació i cobreix part dels municipis de Potries, la Font d'en Carròs i Oliva.
Al Partidor de la Casa Clara, la Séquia Comuna de Gandia i Oliva es descompon en dues noves séquies, que són la Séquia Comuna de Gandia, que va cap a l'esquerra, i la Séquia Comuna d'Oliva, que ho fa cap a la dreta.
La Séquia Comuna d'Oliva, que té el seu origen al Partidor de la Casa Clara, rega els termes de Potries, la Font d'en Carròs, Rafelcofer, Bellreguard, Palmera, l'Alqueria de la Comtessa, Miramar, Piles i Oliva.
La Séquia Comuna de Gandia, que té el seu origen al Partidor de la Casa Clara, rega els termes de Beniflà, Beniarjó, Almoines, Bellreguard, Gandia, Daimús, Guardamar i Miramar. Aquesta séquia distribueix progressivament les seues aigües mitjançant diverses canalitzacions, com la Séquia de Bellreguard, la Séquia de l'Arbre, la Séquia de Daimús i la Séquia de Benieto, totes les quals es distribueixen mitjançant els corresponents fils.

## Distribució de les aigües

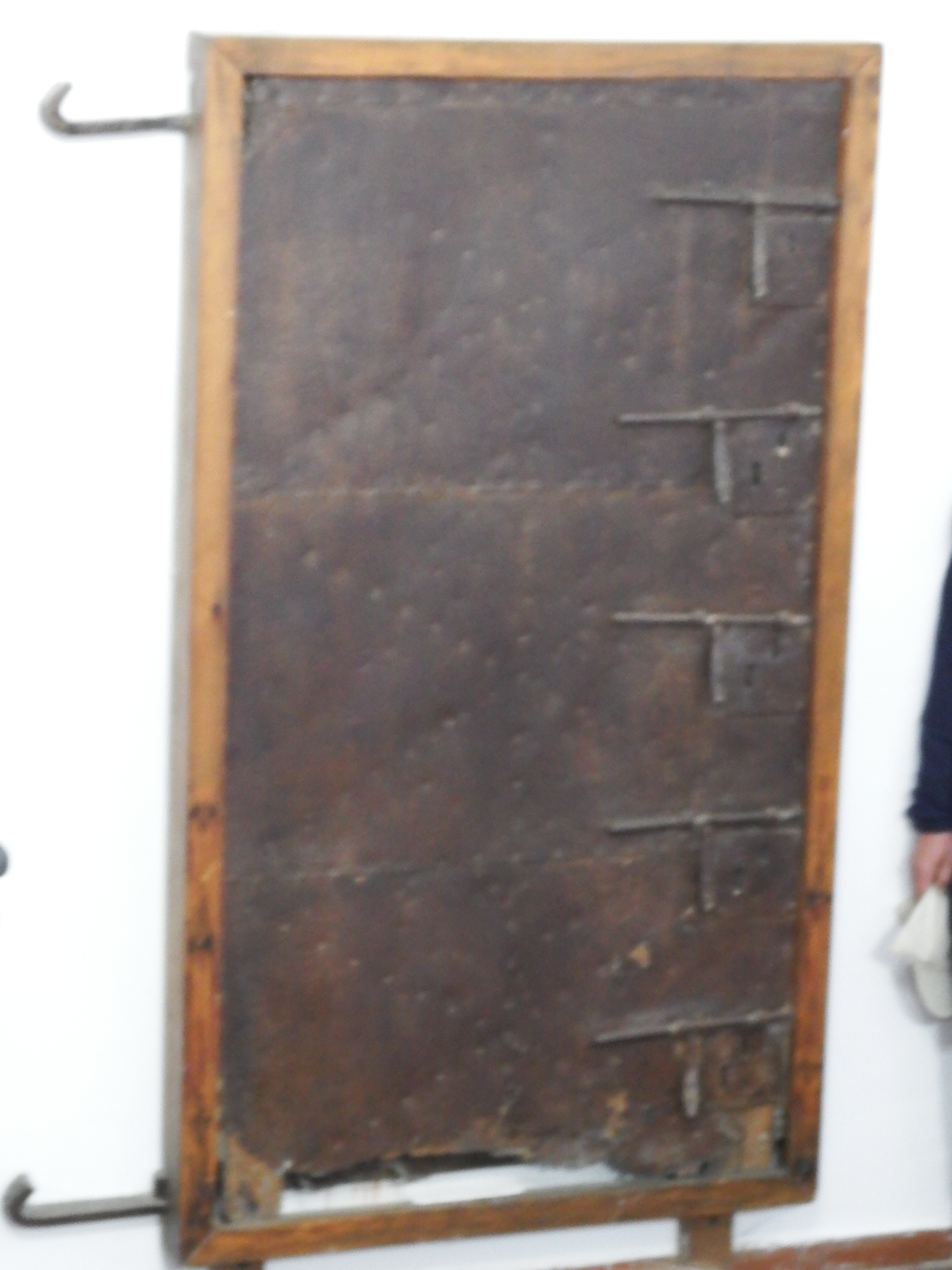
Antiga porta d'accés a l'Assut d'en Carròs, conservada a casa de la vila de Potries. Els forrellats evitaven la manipulació irregular de la distribució de les aigües.

La distribució dels cabals es duu a terme a mesura que les aigües discorren pels diversos partidors i altres elements de repartiment. Aquest repartiment es pot fer en proporció al cabal -dues o més lleres reben aigua alhora- o per assignacions de temps dús. L'ús no sempre és de reg, ja que també es té present l'ús dels molins i algun altre, com ara la fàbrica de seda d'Almoines.
Les «Ordenanzas. Riegos del Río Alcoy. Gandía», de 1927, a l'article 4t indiquen el repartiment entre les séquies, en funció del nombre de fanecades regades o servides per cada séquia. La fanegada valenciana equival a 831,0964 m² i els molins, centrals hidroelèctriques, fàbriques i altres usuaris es valoren en quantitats equivalents de fanegades.
Séquia Reial d'Alcoi. El citat document comença per la Séquia Real d'Alcoi. Aquesta séquia no regava cap terreny, però sí que subministrava aigua a la central hidroelèctrica del Molí dels Frares i a l'antiga estació del ferrocarril d'Alcoi a Gandia. La central comptava com a 186 fanecades i l'estació com altres 10, per la qual cosa a efectes de repartiments aquesta llera comptava com si abonés 196 fanecades.
Séquia d'en Carròs. L'altra séquia que s'obre a l'assut és la Séquia d'en Carròs. Aquesta rebia «una desena nona i mitja part de l'aigua presa per la Séquia Reial» («una décima nona y media partes del agua tomada por la Acequia Real»). La Séquia d'en Carròs distribuïa l'aigua entre els seus usuaris per temps. Cada setmana, tres dies i mig subministrava a les partides de l'Alfàs, 423 fanecades al terme de Palma de Gandia i 676 al d'Ador. Els altres tres dies i mig les aigües s'aportaven al Sindicat de Regs de la Séquia del Vernissa, la qual disposava de subministraments propis d'aigua addicionals, per la qual cosa regava una superfície molt més gran: 5445 fanecades. El conjunt de la Séquia d'en Carròs subministrava reg a 6544 fanecades i força motriu a cinc molins -equiparats a 684 fanecades- fent-ne un total de 7228 fanecades.

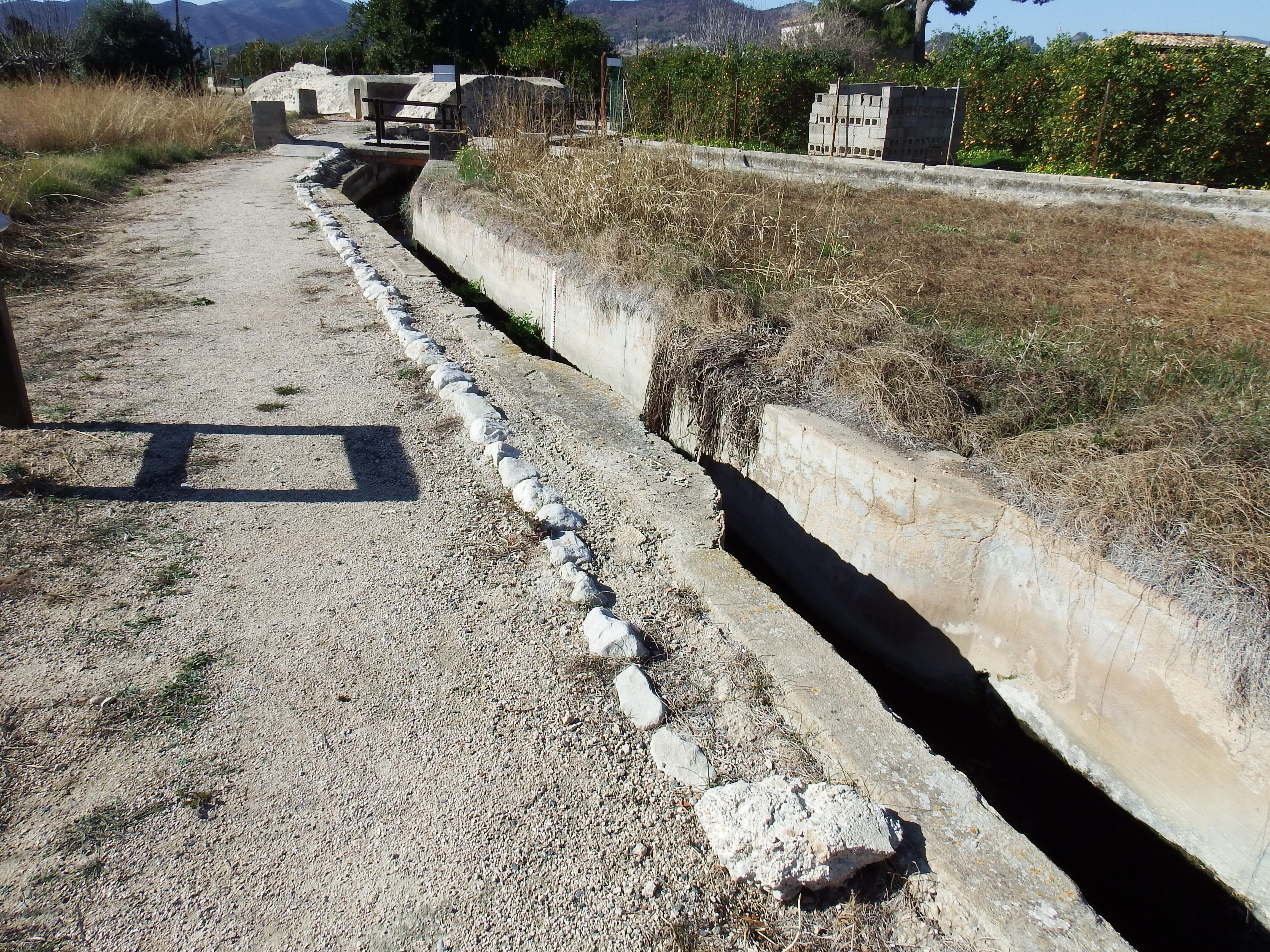
Séquia del Rebollet, amb el nivellador. Al fons, la Casa Fosca. Els partidors i els nivelladors formen part del sistema de control de la distribució de l'aigua.

Séquia del Rebollet. Les aigües de la Séquia Reial d'Alcoi, amb l'excepció de la petita quantitat dispensada per ella mateixa, arriben a la Casa Fosca on es reparteixen. Dues parts d'un total de 7,5 es destinen a la Séquia del Rebollet. El repartiment es fa per cicles de divuit dies entre les tres xarxes que alimenta. Tres dies i vint-i-dues hores corresponen al Fil del Poble, a Potries. Set dies i vint hores corresponen a la Font d'en Carròs. A Oliva, mitjançant la Séquia Mare, correspon la resta: sis dies i sis hores. La séquia regava en el moment de redacció de les «Ordenanzas» 4970 fanecades i alimentava set molins (equivalents a 758 fanecades); 5728 fanecades en total.
Les altres 5,5 parts de la distribució de la Casa Fosca van, mitjançant la Séquia Comuna de Gandia i Oliva, fins al Partidor de la Casa Clara.
Séquia Comuna d'Oliva. Les aigües que arriben al Partidor de la Casa Clara es reparteixen de manera que quinze parts passen a la Séquia Comuna d'Oliva i les altres deu a la de Gandia. Aquest flux ha de tornar-se a repartir. Per això les quinze parts passen a considerar-se deu fils, els quals es reparteixen entre municipis, corresponent 4 a Oliva, 1 5/7 a Rafelcofer, 1 3/7 a Piles, 1 a l'Alqueria de la Comtessa, 5/7 a Palmera i el mateix a Miramar, 2/7 a la Font d'en Carròs, i 1/7 a Bellreguard. La xarxa d'aquesta séquia proveïa nou molins, equivalents a 650 fanecades i 3/4, i regava 10 310 fanecades; un total de 10 960 fanecades i 3/4.
Séquia Comuna de Gandia. Les aigües que arriben al Partidor de la Casa Clara es reparteixen de manera que deu parts passen a la Séquia Comuna de Gandia i les altres quinze a la d'Oliva. La part corresponent a la Séquia Comuna de Gandia pateix diverses distribucions successives. En primer lloc, les deu parts assignades a la Casa Clara es consideren deu fils, dels quals quatre es destinen a Almoines, Bellreguard, Beniflà i Beniarjó, un fil a cada municipi. Els sis fils restants passen a considerar-se 10 fils i 1/4 al Partidor d'Almoines, i d'aquests quatre van destinats a sengles municipis (Almoines, Bellreguard, Guardamar i Miramar). Els 6 fils i 1/4 restants passen a considerar-se 5 fils i 1/4 al partitr de Daimús, que novament els reparteix, aquesta vegada quatre a Gandia i 1 i 1/4 a Daimús.

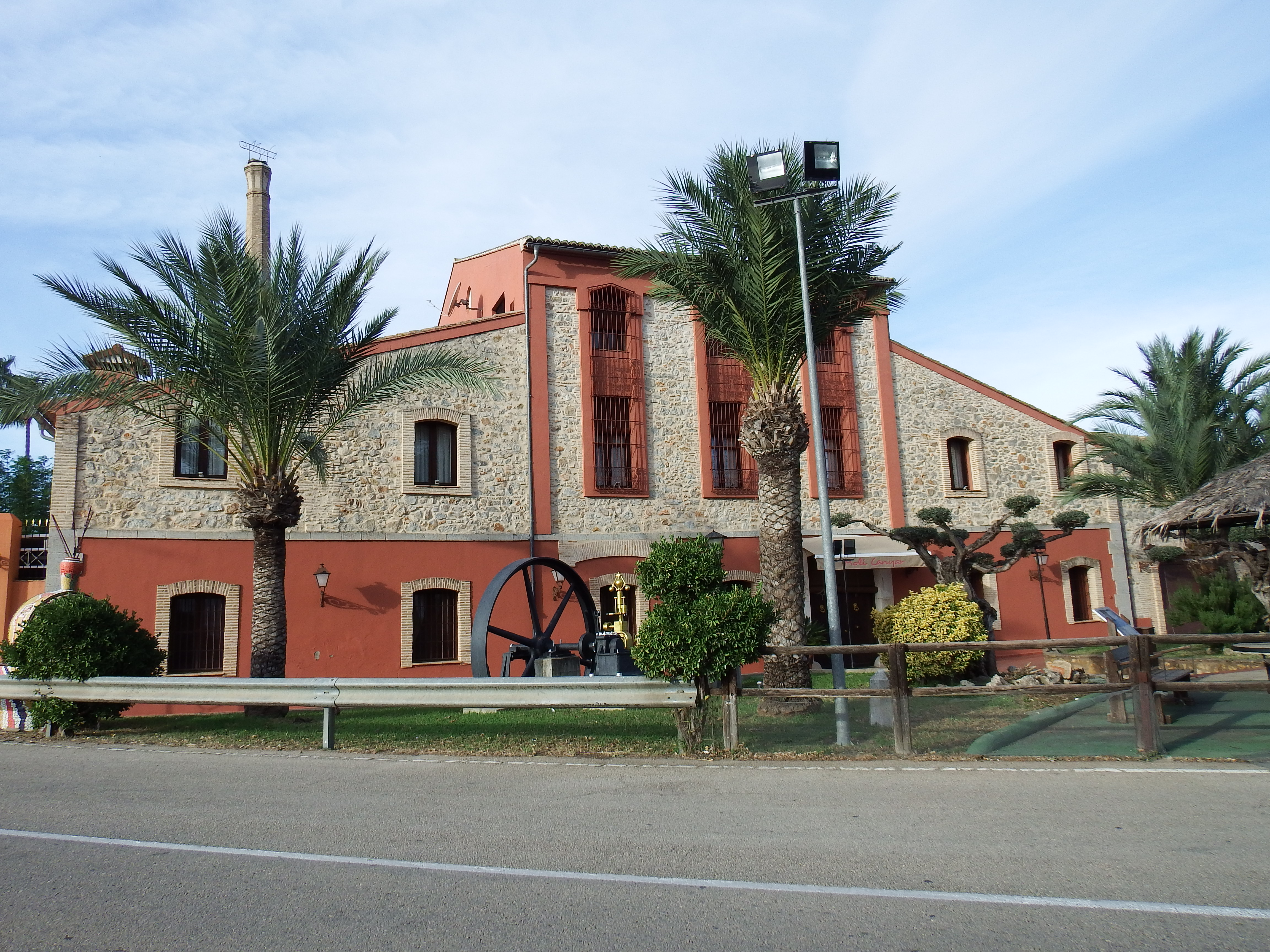
Molí Canyar, a Potries

La Séquia Comuna de Gandia movia quatre molins i la fàbrica sedera d'Almoines, equiparant-se aquesta força a 302 fanecades i 1/2, a les quals se sumaven altres 7093 fanecades de regadiu; un total de 7395 fanecades i 1/2.
El conjunt del sistema, el 1927, data de l'«Ordenanza», regava 28 917 fanecades, a les quals calia afegir les equivalent per ús de força motriu (2591 fanecades i 1/4). La quantitat de terra irrigada determina els drets i obligacions dels regants dins de la Comunitat de Regants de què formen part. Les quantitats daigua són proporcionals al cabal disponible.

## Elements significatius
L'any 2008, el Consell Valencià de Cultura va realitzar un informe sobre el sistema hidràulic de l'Assut d'en Carròs on s'indica que està format pels elements següents:
| «                             | - Assut d'En Carròs, Sèquia Reial del Sèrpis, Sèquia d'En Carròs o Palma, Partidor de la Casa Fosca, Sèquia del Rebollet, Sèquia comuna de Gandia i Oliva, Partidor de la Casa Clara, Sèquia comuna de Garcia, Sèquia comuna d'Oliva, Partidor del Cano, Sèquia Sotaia, Sèquia Miramar y Sèquia Oliva; - lavadero público de la acequia de Potries; - Molí de l'Espart, Molí Canyar o d'Aynat, Molí dels Anouers y Molí de la llum, Serreria o Batistet. | » |
| — Consell Valencià de Cultura | |   |

A més d'aquests elements referits pel Consell, hi ha altres béns relacionats amb aquesta xarxa hidràulica que estan protegits com a béns de rellevància local o que figuren en classificats com a béns immobles d'etnologia.

### Assut d'en Carròs
Aquest assut és la peça clau des d'on s'inicia tot el sistema de reg. També se l'anomena Assut de Vilallonga, per ser aquest el municipi on es troba. És a les proximitats del punt quilomètric 8,2 de la carretera CV-680, a una cota de 70 metres sobre el nivell de la mar. És la principal obra hidràulica a la part baixa del Serpis.
L'assut s'esmenta des de finals del segle XIV i la seva forma, estructura i materials ha canviat substancialment al llarg del temps. Almenys fins al tercer quart del segle XVIII va ser una feble estructura de «brossa, alga i pedres movedisses, les que regularment s'emporta el riu a totes les avingudes». Cap a mitjan segle XIX ja era un sòlid dic de maçoneria i morter de calç, revestit amb lloses de pedra calcària.
L'assut present a començaments del segle XXI manté una estructura de tres parts o sectors diferenciats. Es va finalitzar l'any 1990. El finançament de l'obra va anar a càrrec de la Comunitat de Regants dels rius Alcoi i Vernissa i de la Conselleria d'Agricultura i Pesca de la Generalitat Valenciana. El projecte va ser redactat a la Confederació Hidrogràfica del Xúquer.

### Partidors

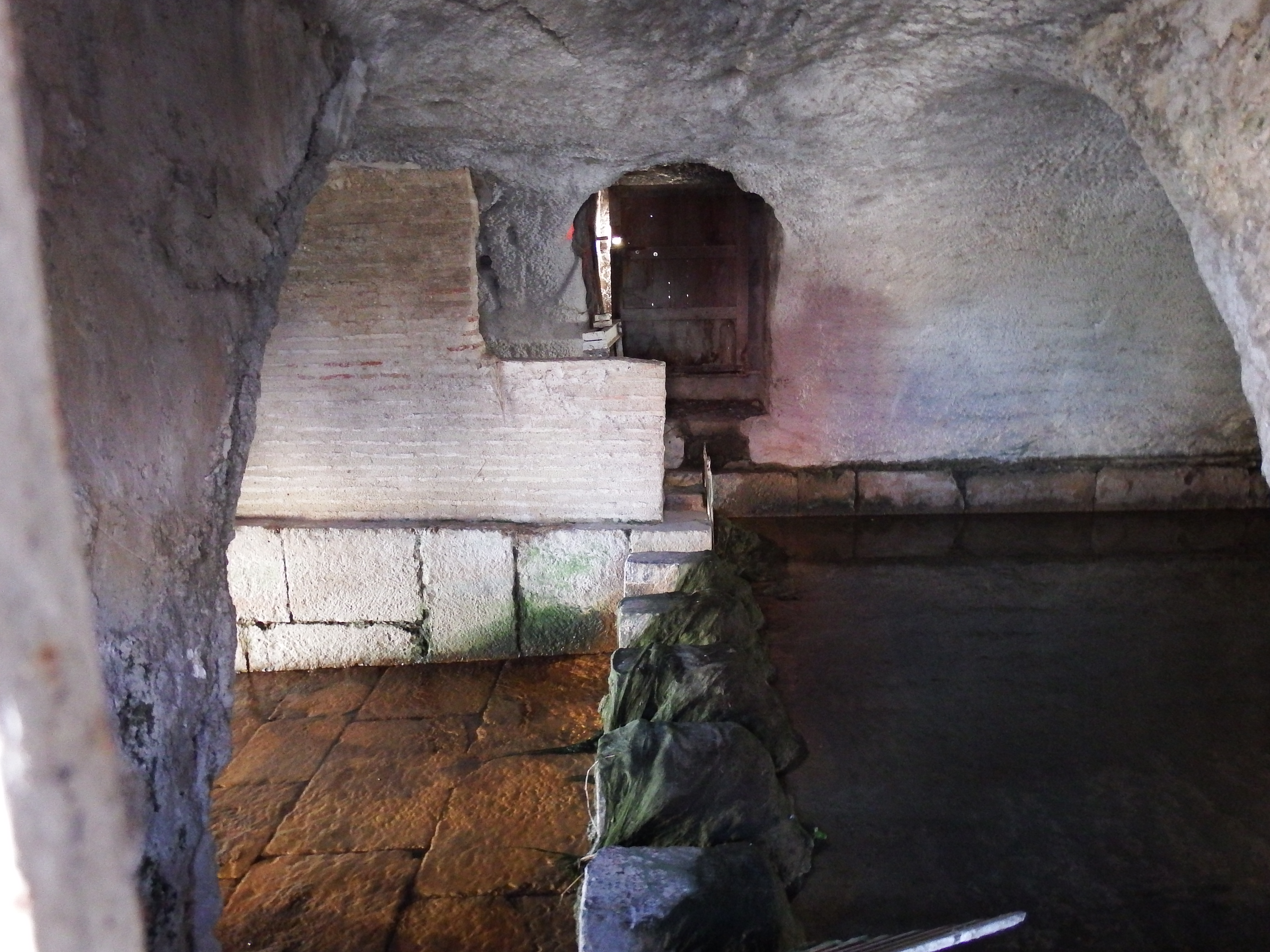
Interior del partidor de la Casa Fosca

#### Partidor de la Casa Clara
El partidor de la Casa Clara distribueix les aigües de la Séquia Comuna de Gandia i Oliva entre la Séquia Comuna de Gandia i la Séquia Comuna d'Oliva.

#### Partidor de la Casa Fosca
El partidor de Casa Fosca divideix la Séquia Reial d'Alcoi i la reparteix entre la Séquia Comuna de Gandia i Oliva (35 fils), i la Séquia del Rebollet (13 fils).

#### Partidor de la Séquia de Miramar i Fil del Bartolí
Situat a prop de la partida de la Vega, al terme de Rafelcofer, la funció d'aquest partitr és separar un fil per al reg de la partida del Bartolí, que forma part del municipi de Palmera. La llera principal de la Séquia de Miramar continua per l'esquerra cap al Molí de Miquel, mentre que el Fil del Bartolí s'obri cap a la dreta. Està qualificat com a bé immoble d'etnologia per la Generalitat Valenciana.

#### Partidor de Sotaia
El Partidor o Cano de Sotaia es troba sobre la Séquia Comuna d'Oliva. Separa d'aquesta séquia la de Miramar i el Fil del Molí, mentre que una altra part de les aigües continua com a Séquia Comuna d'Oliva. Està inscrit com a bé immoble d'etnologia.
Aquest partidor és anterior a la Concòrdia de 1511, si bé ha estat modificat en diferents ocasions; una amb motiu d'aquesta concòrdia, posteriorment al segle XIX, i almenys una vegada més a la dècada de 1960.

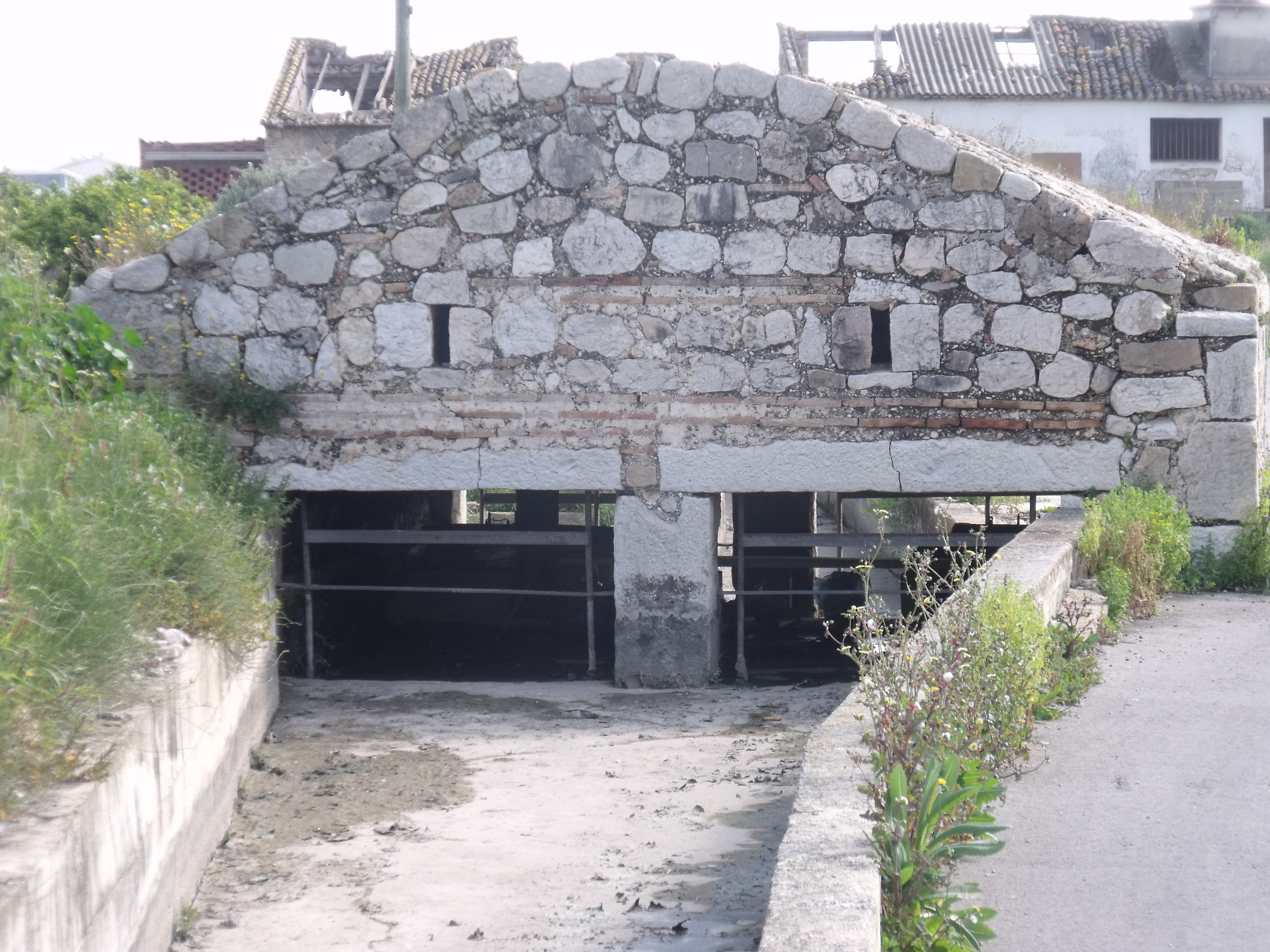
Partidor del Molí de Baix

#### Partidor del Molí de Baix
Es troba al terme de Rafelcofer, a l'est del municipi, a uns 100 metres del Molí de Baix. El partidor té la mateixa tipologia que els altres de la zona. Rep la Séquia Comuna d'Oliva i en treu dos fils: el Fil de l'Alqueria de la Comtessa i el Fil del Poble. Consta d'una caseta de maçoneria de pedra carejada en calicant amb quatre grans carreus a les cantonades. És de planta rectangular. Posseeix una petita porta. Sembla haver estat reformat el 1849. Està qualificat de bé immoble d'etnologia per la Generalitat Valenciana.

#### Partidor del Molí de Boleda
El partidor divideix la Séquia del Rebollet separant-ne el Fil de la Foia. Es troba al nord-est del terme de la Font d'en Carròs, a la partida de la Muntanyeta Llarga, propera al Molí de Boleda. Posseeix un petit mesurador de ceràmica i forma juntament amb el gallipont que el travessa un conjunt qualificat com a bé immoble d'etnologia per la Generalitat Valenciana. El partidor fa 2,60 metres de llargada i 1,20 metres d'amplada, i 20 centímetres d'alçada.

#### Partidor del Racó
Aquest partidor està situat a la partida del Racó, al terme de Rafelcofer, i segrega el Fil del Racó de la Séquia Comuna d'Oliva. Està protegit en una caseta de maçoneria carejada que posseeix una petita porta i reixes a les entrades i sortides de l'aigua. Construït al segle XVI, la presència de la inscripció 1849 en una de les pedres de maçoneria s'interpreta com a indici una remodelació en aquesta data. Està qualificat com a bé immoble d'etnologia per la Generalitat Valenciana.

#### Partidors de la Séquia Comuna d'Oliva
Es tracta d'un partidor situat a la partida de la Sort del terme municipal de l'Alqueria de la Comtessa, proper al seu cementeri. Rep les aigües de la Séquia Comuna d'Oliva i les distribueix dividint-la en tres: la séquia de Piles, la de la Caixa i la de Rafalatar. Aquestes séquies són importants per regar les hortes de Piles i les limítrofes d'Oliva. El partidor consisteix en una ampliació del caixer de la Séquia Comuna que és de ciment lluït i presenta dos pilars que formen tres files. Els pilars són petits, arrodonits a les vores i de la mateixa mida. Està qualificat com a bé immoble d'etnologia per la Generalitat Valenciana.

### Séquies

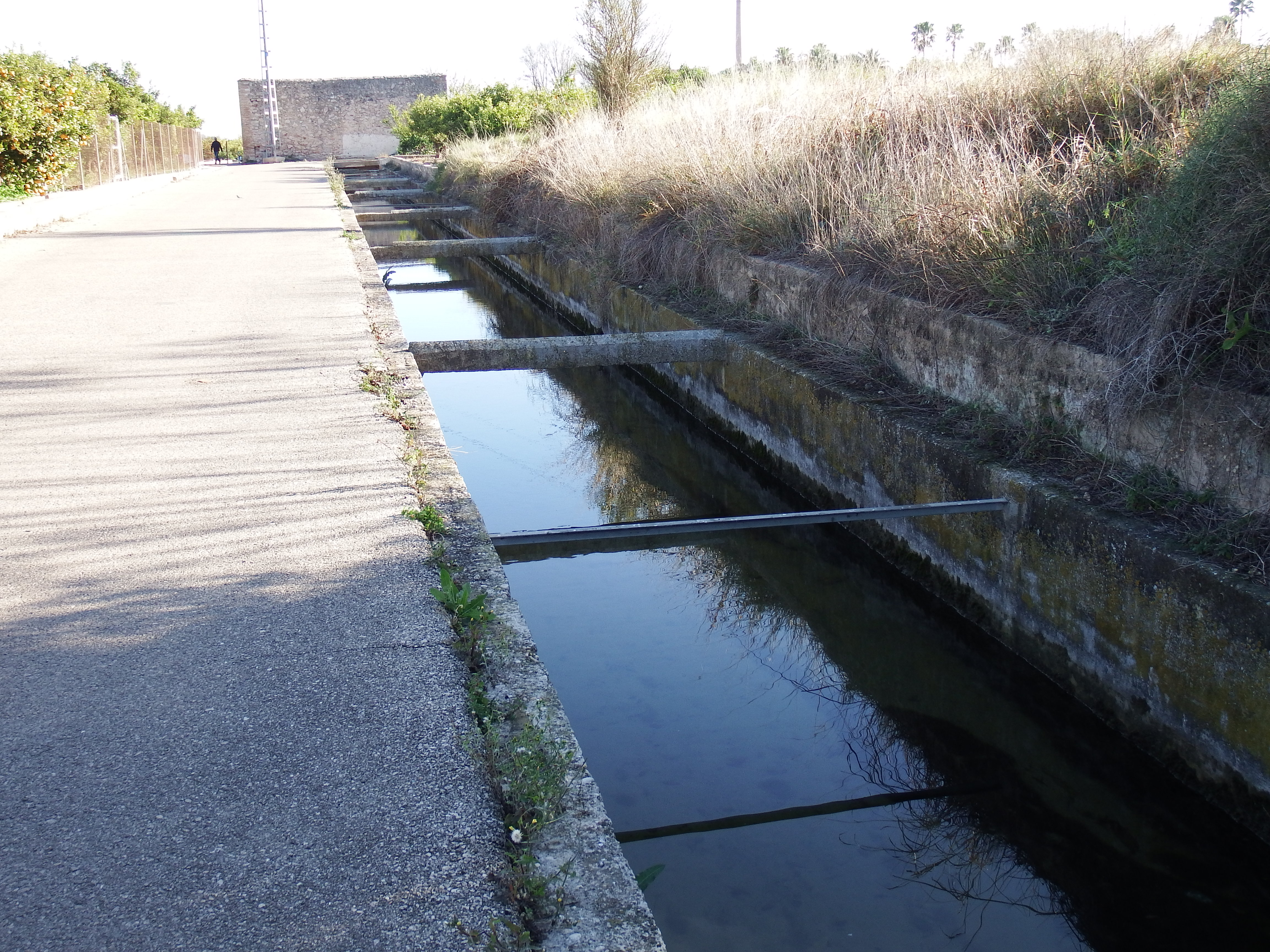
Séquia Comuna de Gandia i Oliva

#### Séquia Comuna de Gandia i Oliva
La Séquia Comuna de Gandia i Oliva s'inicia al partidor de la Casa Fosca i acaba al de la Casa Clara, on es divideix originant la Séquia Comuna de Gandia i la Séquia Comuna d'Oliva. Per tant, tot el seu recorregut es desenvolupa al terme de Potries, i la seva funció és exclusivament la d'aportar les aigües al Séquia perquè en aquest es distribueixen entre les séquies Comú de Gandia i Comú d'Oliva, sense irrigar terrenys ni servir molins.

#### Séquia Comuna de Gandia

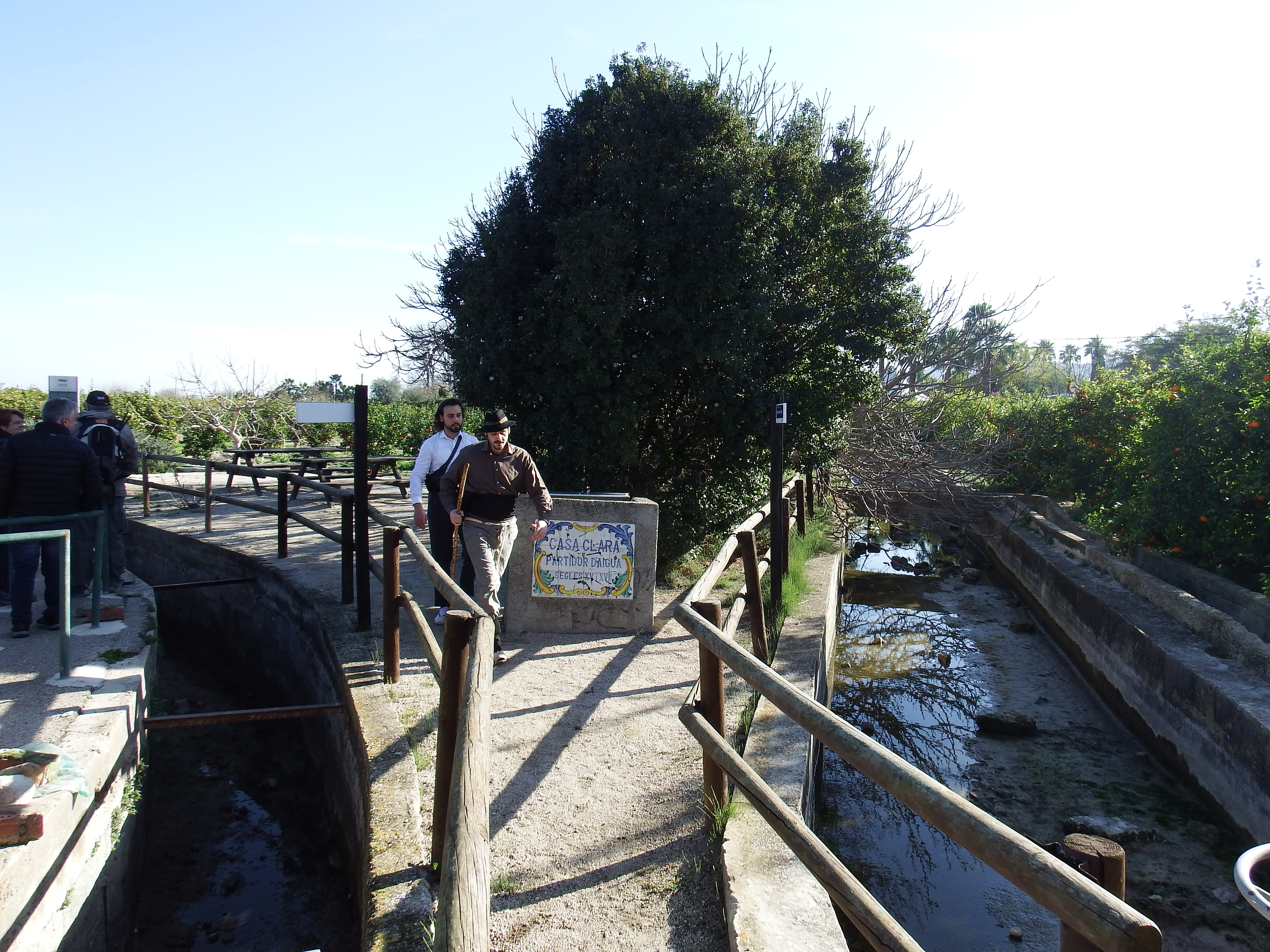
Séquies Comunes de Gandia (esquerra) i d'Oliva (dreta)

La Séquia Comuna de Gandia s'inicia al partitr de la Casa Clara al terme de Potries. Recorre, a més d'aquest municipi, els de Beniflà, Beniarjó i Almoines. També es beneficien de les seves aigües els de Bellreguard, Daimús, Gandia, Guardamar i Miramar, ja que alimenta una xarxa de séquies principals, que són la Séquia de Bellreguard, Séquia de l'Arbre, Séquia de Daimús i Séquia de Benieto, les quals alhora distribueixen aigües mitjançant fils i braçals secundaris.

#### Séquia Comuna d'Oliva
La Séquia Comuna d'Oliva s'inicia al Partidor de la Casa Clara al municipi de Potríes. Recorre, a més d'aquest municipi, els de la Font d'en Carròs, Rafelcofer i l'Alqueria de la Comtessa. També es beneficien de les seues aigües els de Bellreguard, Miramar, Oliva, Palmera i Piles, ja que les aigües es distribueixen per una xarxa de séquies principals -Séquia-Col·lector de la Mitjana, Séquia de Miramar o de Sotaia, Séquia de Rafalatar, Séquia de Piles o del Molí i Séquia de la Caixa- que alhora alimenten altres secundàries, així com fils i braçals secundaris.

#### Séquia de Rebollet
La Séquia del Rebollet, també anomenada de Dues Portes, alimenta un sistema de reg que cobreix part dels municipis de Potries, la Font d'en Carròs i Oliva; i inclou nombroses canalitzacions de derivació, les quals s'han anat desenvolupant i modificant al llarg de la història. Les dues portes per les quals també se'l coneix fan referència a la part que els correspon al partitr de la Casa Fosca. Rebollet era un antic terme de la Safor que cap al 1400 comprenia la vila d'Oliva juntament amb les alqueries de la Font d'en Carròs, Potries, Rafelcofer, l'Alcudiola de Rafelcofer, Beniflà i Elca.
El fragment d'aquesta séquia que passa davant de la Fàbrica de l'Espart té una catalogació com a bé immoble d'etnologia. L'origen d'aquest tram es remunta als segles XV o XVI i fou transformat als anys mil nou-cents trenta.

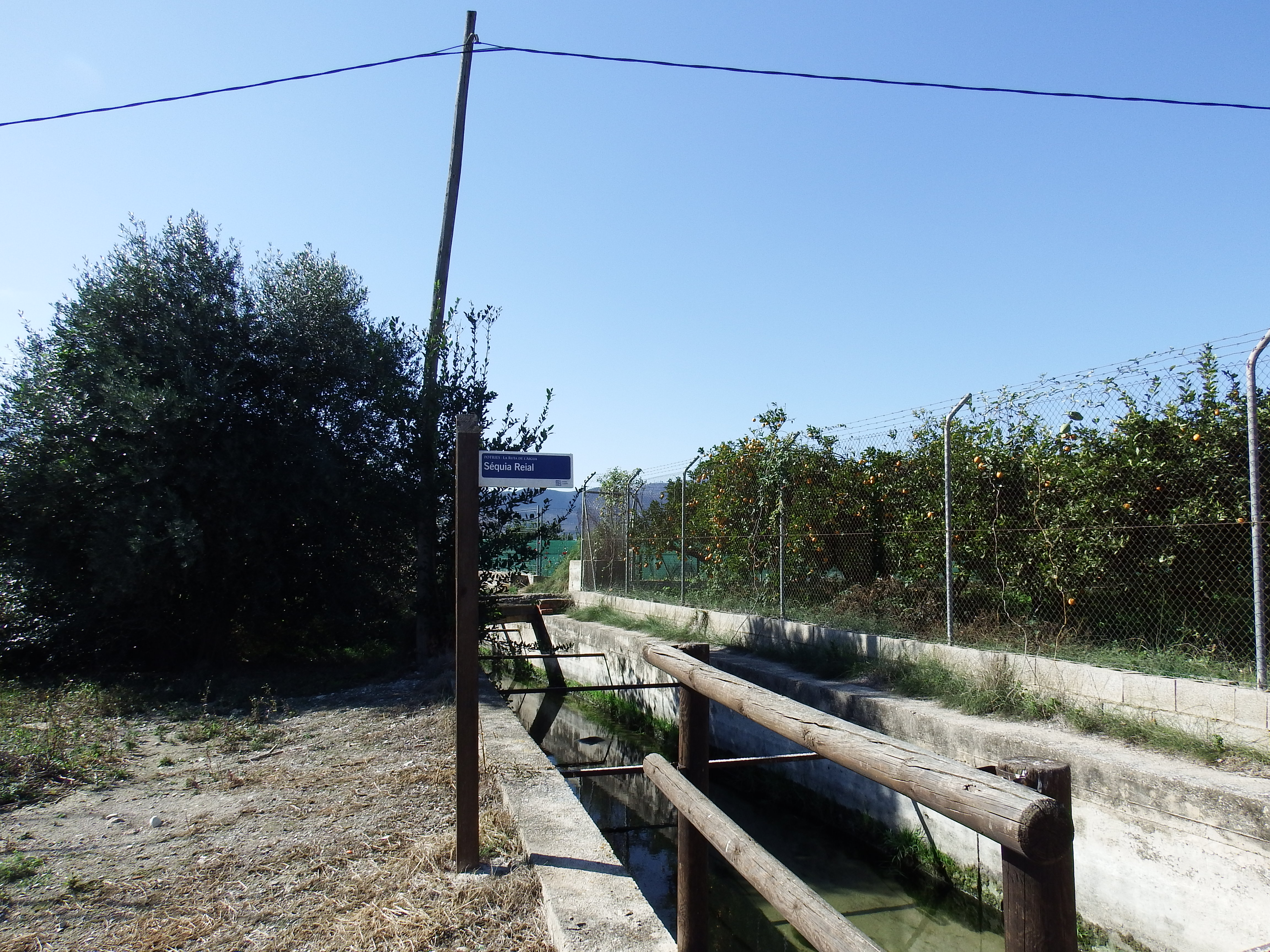
Séquia Reial d'Alcoi

#### Séquia Reial d'Alcoi
Rep el seu nom del riu Serpis, o riu d'Alcoi, per la qual cosa també es coneix com Séquia Reial del Serpis. La Séquia Reial s'inicia a l'Assut d'en Carròs, al costat de les Casetes de l'Assut, al municipi de Vilallonga, a 70 m.s.n.m. Es dirigeix en direcció nord pel mateix municipi durant un quilòmetre, regant la partida del Reconc. Penetra després al municipi de Potries, on recorre 800 metres més per la partida de la Casa Fosca.

### Molins i altres usuaris de força hidràulica

#### Fàbrica de Seda Lombard
És un edifici protegit com a bé de rellevància local (número de l'Índex General del Patrimoni de la Comunitat Valenciana 46.034-9999-000002).23 Es tractava d'una filatura de seda ubicada a Almoines. Va ser fundada el 1848 per Enrique Lombard Gaujoux, propietari d'una fàbrica de teixits a Nimes anomenada Lombard Frères. Lombard es va acostar inicialment a la Safor a la recerca de la matèria primera per a les seues fàbriques franceses.

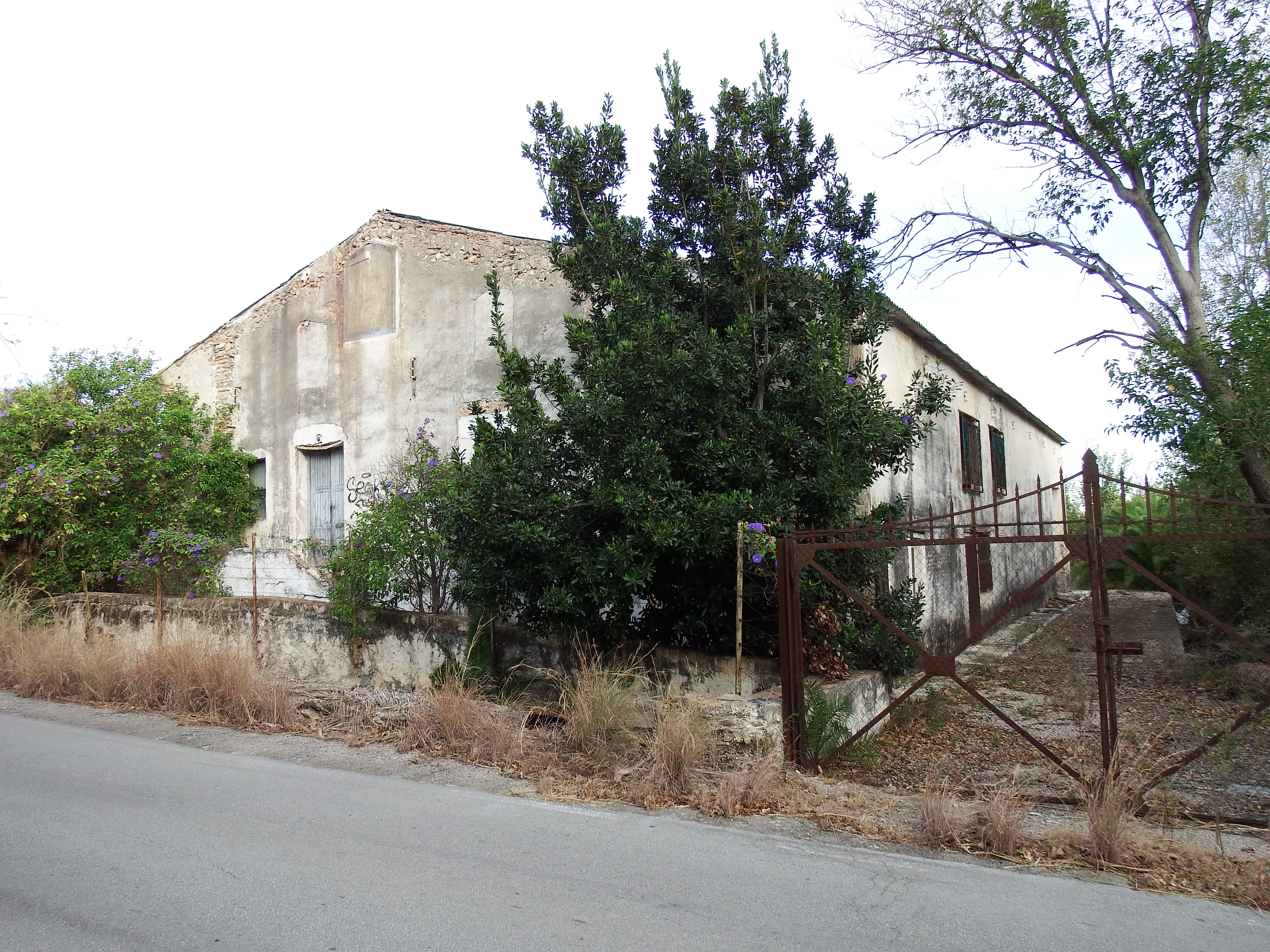
Molí d'Àngel, després Fàbrica de l'Espart

#### Fàbrica de l'Espart
Aquest edifici també és conegut com a Molí de Parets o Molí de l'Àngel. Es tracta d´un antic molí fariner del segle XVII que aprofitava el corrent d'aigua de la Séquia del Rebollet. Cap al 1930 es va reconvertir en fàbrica d'espart, indústria que utilitzava la mateixa font d'energia.

#### Molí Canyar
Aquest molí hidràulic està situat a la partida de la Campina, terme de Potries. Rep l'aigua provinent del partidor de la Casa Clara per la Séquia Comuna d'Oliva. Al 1511 se l'anomenava Molí Aynat, per Gaspar Aynat. El nom Canyar ja es citat el nom de Molí Canyar o del Canyar, pel canyar junt l'alqueria d'en Llopis. Contruït probablement al segle xv, va ser refet de nou al segon terç del XIX. Originalment molí fariner, va passar a ser fàbrica d'electricitat per a la il·luminació pública de l'Alqueria de la Comtessa i per al seu autoconsum. Després es va convertir en molí arrosser que a poc a poc va arribar a ser un dels més importants molins industrials d'arròs de la comarca. Sense deixar de ser molí d'arròs també fou fàbrica de gel fins al cessament de la seva activitat transformadora cap al 1974. L'any 1998 va convertir-se en restaurant, però els propietaris mantingueren el primitiu banc amb dues moles farineres de blat catalanes i les moles industrials del molí d'arròs amb els seus engranatges que accionaven els altres mecanismes del molí.

#### Molí dels Anouers o dels Anoers
Molí hidràulic al terme de Potries, alimentat per la Séquia Comuna d'Oliva. Es va construir al segle XV i es troba 1600 metres aigües avall del Molí Canyar. El molí ja se cita a la Concòrdia de 1511, on figura com de Çoa Borzet, moro de Beniflà.

#### Molí de Boleda
Conegut com Molí Boleda, Molí Bolera i Molí Arboleda, és un molí hidràulic situat al municipi de la Font d'en Carròs, alimentat per la Séquia del Rebollet. La seua construcció data del segle XVIII. La fitxa elaborada per a la Generalitat Valenciana el 2004 indica que tot i ser una ruïna sense sostre, conservava tota l'estructura hidràulica.
En el conjunt també inclou un petit llavador al descobert situat a la façana principal.

#### Molí de Català o del Salsero
Aquest molí està situat al terme de l'Alqueria de la Comtessa, al punt on convergeixen les partides del Rabat, Sort i Passadores. Segons la fitxa de l'inventari de béns immobles d'etnologia, redactada el 2004, era l'únic molí que després de la seua reconversió industrial continua actiu com a fàbrica d'elaboració d'arròs i els seus derivats. Abans va ser d'ús també fariner, ja que consta que el 1920 tenia dos moles farineres i una arrossera. Encara que va ser transformat a mitjans del segle xx, de la seua estructura original es conserven la casa i l'habitatge de dues plantes de maçoneria de maó arrebossada amb ciment. L'edifici primitiu és de dues altures i tres crugies, i té sostrada a dues aigües i una superfície d'uns 300 metres quadrats.
El seu nom li ve de la família Català, que van ser arrendataris del molí des del 1890 i propietaris del mateix des del 1945.

#### Molí de Miramar
Aquest molí era mogut per les aigües de la Séquia de Miramar, les quals acumulava en una petita bassa de forma irregular que aportava l'aigua a un cup de 135 cm de diàmetre amb un salt de 6 o 7 metres fins a la cacau que contenia dos rodets que impulsaven dos jocs de moles. Mencionat per Madoz el 1845 i al Nomenclàtor de 1860 (on figura com Molí Ros), era un edifici de pedra de carreuat de dues plantes situat a l'extrem sud-est del poble. Va cessar la seua activitat a la dècada de 1940. L'abril de 1994 es va produir el seu enderrocament i la seua superfície es va destinar a instal·lacions esportives municipals. Tot i constar com a desaparegut a la seva fitxa de 2004, figura a la llista autonòmica de béns immobles d'etnologia.

#### Molí Peiró
El Molí Peiró és un molí hidràulic situat al terme d'Almoines. Està alimentat per les aigües de la Séquia Comuna de Gandia. Se l'esmenta en la relació de béns feta abans de l'expulsió dels moriscs el 1609. Se'l torna a citar en documents del segle XVIII. Es va convertir en la fàbrica de farina més important de la comarca i per a la qual cosa se li va afegir una turbina a la dècada de 1920. La fitxa bé immoble d'etnologia de la Generalitat Valenciana indica que l'estructura interior i exterior de l'edifici es trobava -en 2004- molt alterada pels successius usos que havia tingut en les quatre dècades anteriors; allotjant en aquell moment una fusteria i taller de lacat de mobles. Tot i això a les diferents dependències es conservava, de forma inconnexa, divers equipament de la fàbrica i molí de farina.

#### Molins de Beniarjó
Tant el fitxer de béns immobles d'etnologia de la Generalitat Valenciana com el llistat de Sendra Bañuls contemplen dos molins hidràulics al municipi de Beniarjó: els molins de Tola i Capità.
El Molí de Tola es troba a la partida de Pardines. L'edifici és del segle xviii. Al llarg de la seua història ha tingut els noms de Molí de Moran, també escrit Morand o Morant, cap al 1831. El 1860 se'n deia Molí del Duc i el 1927, de Pardines. El molí processava arròs i dacsa fins que va patir un incendi el 1944. Arran d'això se li va incorporar el 1945 o 46 una turbina procedent de Saragossa, per a la fabricació de gel. La concessió molinera, dependent del Servei Nacional del Blat, va passar a un molí de Sevilla. A començaments del segle XXI l'edifici va dedicar-se a botiga de mobles.
El Molí Capità va ser als seus inicis -segle XV- un trapig sucrer mogut per tracció animal, construït a instàncies del poeta i senyor de Beniarjó, Ausiàs March. Al XVI es va convertir a energia hidràulica, procedent de la Séquia Comuna de Gandia. Al segle XVII va passar a ser molí fariner, i finalment també arrosser. Al segle XXI és un habitatge de segona residència.

#### Molins de Beniflà
En aquest municipi hi ha dos molins hidràulics, tots dos recollits a la llista autonòmica de béns immobles d'etnologia. Es tracta del Molí de Beniflà i del Molí Nou o Molí d'Avargues. Tots dos molins van deixar de funcionar a l'ultim quart del segle xx. Se servien del corrent del Fil de l'Alquibla, que passava primer pel Molí de Beniflà i sis-cents metres aigües avall pel Molí Nou. La data d'edificació del molí més antic se situa als segles XV o XVI, ja que ja se'l cita a la Concòrdia de 1511. La data de construcció del Molí Nou es calcula entre 1831 i 1845, ja que hi ha dues descripcions de Beniflá per a aquestes dates, una de Jaubert de Passà, que esmenta un molí, i una altra de Pascual Madoz, que n'esmenta dos.

#### Molins de Rafelcofer
La llista autonòmica de béns immobles d'etnologia i la de Fernando Sendra Bañuls recullen totes dues la presència tradicional de quatre molins hidràulics a Rafelcofer. No obstant això, un està derruït i els altres tres fora d'ús i amb diversos graus d'abandó.
La tradició molinera de Rafelcofer és llarga. En un plet d'aigües del 1401 s'esmenta un tal Pere Ortolà, propietari d'un molí fariner al municipi. Els molins es dedicaven a l'obtenció de farina de blat i al descorfallat de l'arròs.
El Molí de l'Alcudiola va ser enderrocat el maig del 1997, quan encara conservava bona part de la seua maquinària: banc del molí amb tres jocs de moles i tots els altres artefactes i eines auxiliars de molineria. Era de maçoneria careada i la resta de pedra i rajoles arrebossades amb ciment Els envans interiors eren de maçoneria de rajoles.
El Molí de Sotaia es troba a la partida del seu nom. Fou edificat el 1840 i el 1841. Usava l'aigua de la Séquia de Miramar, cosa que havia necessitat d'una llarga discussió amb els regants de Piles, Palmera, Guardamar i l'Alqueria de la Comtessa, juntament amb la intervenció del governador civil d'Alacant, província a què en aquell moment pertanyia la comarca. El molí també era conegut pel nom de Molí de Fabrilo, pel sobrenom de Vicent Barber, el seu primer propietari. L'activitat molinera va cessar el 1967 i des del 1970 l'edifici es va dedicar a corral oví, per la qual cosa van desaparèixer tots els mecanismes propis de la molineria. És un edifici de maçoneria carejada i de pedra arrebossada amb ciment. Té dos pisos i terrassa; tres crugies i sostrada a dues aigües. És de planta rectangular d´uns 700 metres quadrats amb quadra i corral annex. Els envans interiors són de rajoles i algeps.
El Molí de Bas (també es coneix com Molí del Mig o Molí d'Enmig) rep l'aigua des del de l'Alcudiola, situat 1300 metres aigües amunt. L'edifici de dues plantes és característic dels molins del segle XVIII, però ja a la Concòrdia de 1511 s'esmenta un molí en aquest emplaçament. Bas fa referència a la família de Baptista Negre Bas, que ho explotava abans de la guerra civil. El molí va quedar inactiu el 1965 i l'edifici es va utilitzar com a fusteria fins als primers anys de la dècada de 1990, i se'n va accentuar el deteriorament des de llavors. Davant el molí hi ha un sequer de lloses de fang roig, i un llavador al costat del pou.
El Molí Miquel, construït el 1876, es dedicava tant a la fabricació de farina com al processat d'arròs, si bé en els darrers anys se centrava exclusivament en aquesta última activitat. Rep l'aigua de la Séquia de Miramar. Com a font d'energia addicional es cremava closca d'arròs i es conservava la xemeneia. L'edifici va patir el 2000 un incendi, per la qual cosa només se'n conserva l'estructura exterior.

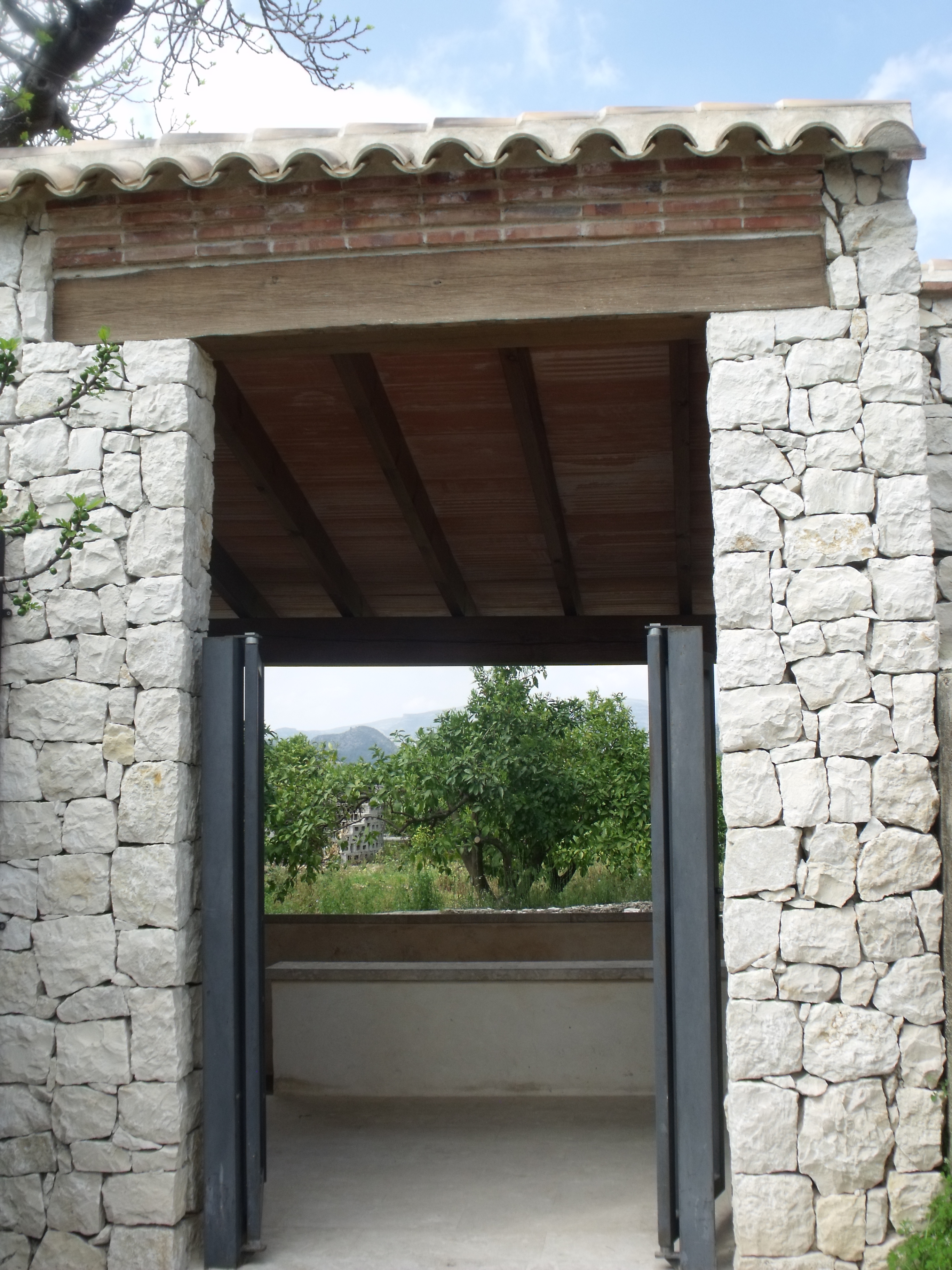
Accès al safareig de Beniflà

### Llavadors

#### Llavador municipal de Beniflà
Figura a la llista de béns immobles d'etnologia de la Generalitat Valenciana. Es troba dins el nucli urbà del municipi, al carrer del Llavador, sobre la Séquia Comuna de Gandia, al costat del Molí de Beniflà. Tot i que la fitxa de la Generalitat Valenciana, redactada el 2004, s'indica que presentava estat d'abandó, va ser restaurat el 2011.

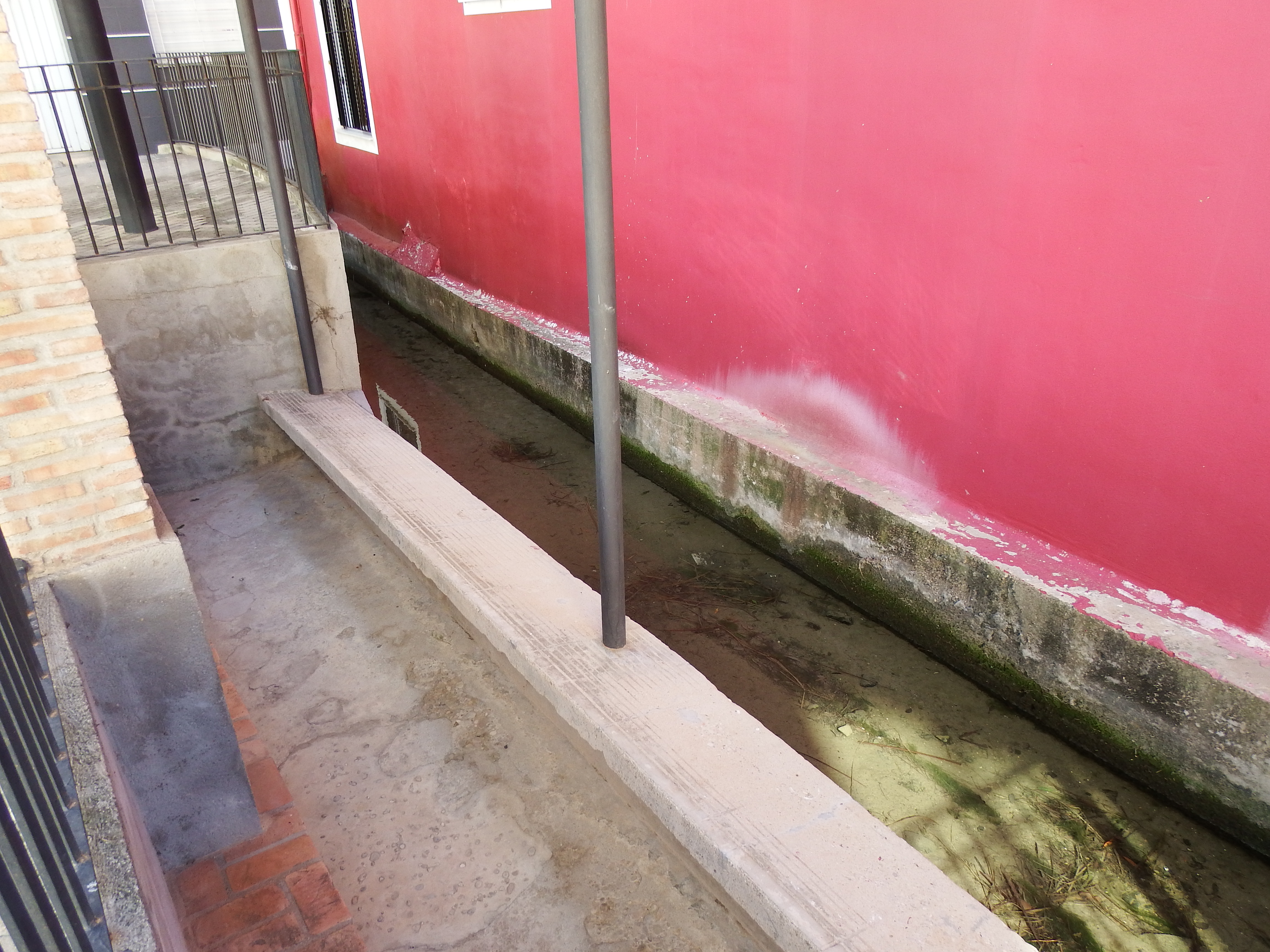
Séquia del Rebollet al llavador municipal de Potries

#### Llavadors municipals de Potries
Al llistat de béns immobles d'etnologia de la Generalitat Valenciana figuren dos safareigs a Potries.
Un és el situat al costat de la Fàbrica o Molí de l'Espart. Es tracta d'una llosa de rentat al costat de la Séquia del Rebollet, ia pocs metres del molí-fàbrica, ja que era per a l'ús particular dels habitants del mateix. S'hi accedeix baixant tres esglaons, està situat a l'aire lliure i sense cobertura, essent de reduïdes dimensions. La llosa, de ciment, és rectangular, de 1,25 metres de llargada per 40 centímetres d'amplada.
El segon safareig amb catalogació com a bé immoble d'etnologia correspon al municipal de la Séquia del Rebollet, i es refereix al que es troba al costat de l'Església dels Sants Joans. Tot i que aquesta fitxa indica un mal estat de conservació, des de la redacció de la mateixa (1994) s'han realitzat obres de rehabilitació en aquest i en altres llavadors de Potries.